# Carl Günther (Schauspieler, 1786)
Carl Günther (* 1786 in Dresden; † 11. September 1840 in Braunschweig) war ein deutscher Schauspieler und Sänger der Stimmlage Bass.

## Leben und Werk
Carl Günther erprobte sein Talent für das komische Theaterfach bereits als Kind. Er kam zu der Schauspielergesellschaft Nuth, wo er an der Aufführung von Balletten, Lustspielen und Operetten beteiligt war. Seine Begabung für das komische Fach wurde durch seine klangvolle Bassstimme ergänzt, die Günther den Rang eines herausragenden Bassbuffos einbrachte.
Carl Günther wurde 1803 im Alter von 17 Jahren an die Düsseldorfer Bühnen verpflichtet. Im selben Jahr wechselte er nach Hamburg, zunächst an das Apollotheater und später an das Stadttheater. Im März 1820 folgte er schließlich einem Ruf an das Braunschweiger Hoftheater, das seine Reputation als Schauspieler und Sänger längst erkannt hatte. Besonders im niedrig-komischen Genre, das leicht zum Possenreißen verleitet, erreichte Carl Günther eine natürliche, weit von Übertreibungen entfernte Vollendung.
Carl Günther starb am 11. September 1840 an einem Magenleiden, dem ein mehrwöchentliches Leiden voranging. Er hinterließ zwei im Bereich des Schauspiels und der Musik hochtalentierte Kinder. Sohn Carl Wilhelm Günther wurde 1809 und Tochter Karoline Günther-Bachmann 1816 (beide) in Düsseldorf geboren.